# Archangel (Soulfly)
Archangel è il decimo album in studio del gruppo musicale statunitense Soulfly, pubblicato il 14 agosto 2015 dalla Nuclear Blast.

## Descrizione
L'unico singolo dell'album è stato Archangel.

## Tracce
1. We Sold Our Souls to Metal – 3:00
2. Archangel – 4:47
3. Sodomites – 3:55
4. Ishtar Rising – 2:45
5. Live Life Hard! – 3:56
6. Shamash – 3:48
7. Bethlehem's Blood – 4:18
8. Titans – 4:44
9. Deceiver – 2:44
10. Mother of Dragons – 2:41

## Formazione
Gruppo
- Max Cavalera - voce, chitarra
- Marc Rizzo - chitarra
- Tony Campos - basso, voce
- Zyon Cavalera - batteria, percussioni

Altri musicisti
- Todd Jones - voce (nel brano 3)
- Matt Young - voce (nel brano 5)
- Richie Cavalera - voce (nel brano 10)
- Anahid - voce (nel brano 10)
- Igor Cavalera Jr. - voce, basso (nel brano 10)

Cast tecnico
- Eliran Kantor - artwork
- Matt Hyde - produzione, registrazione, missaggio, masterizzazione, interludi
- Chris Rakestraw - ingegneria acustica
- Rem Massingill, Allen Steelgrave - assistenti ingegneria acustica